# 阿塔科拉省

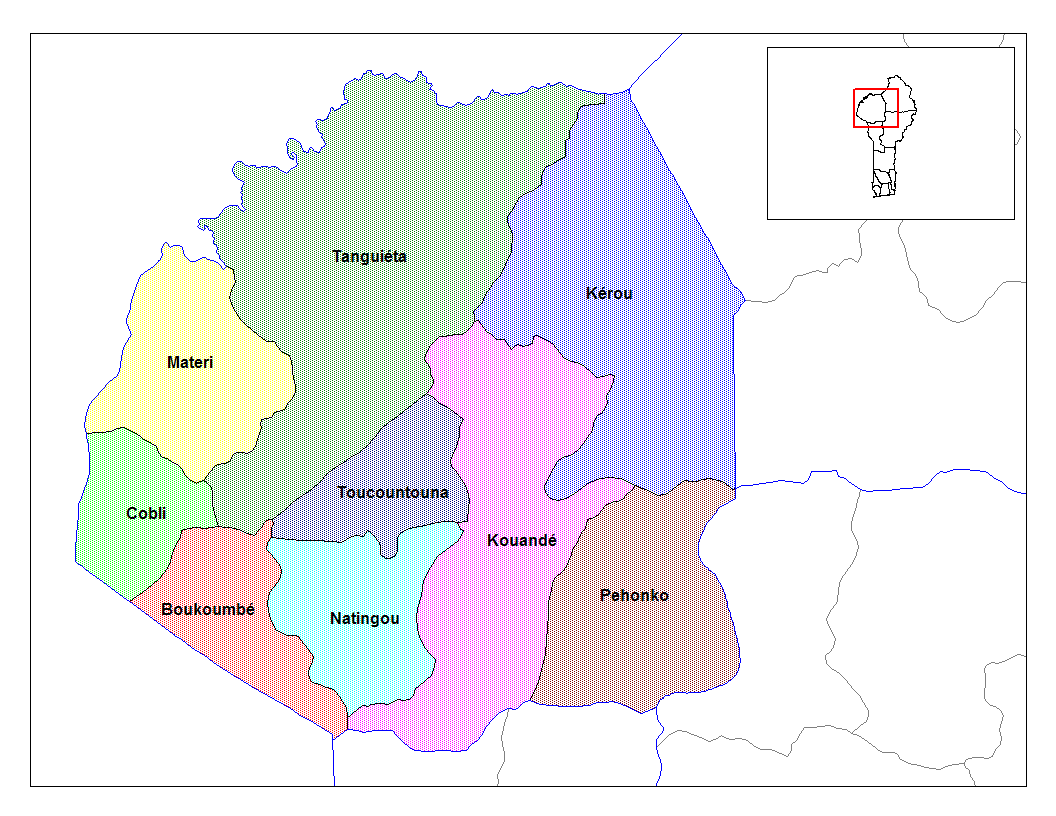
阿塔科拉省的縣份

阿塔科拉省是貝寧的12個省份之一，位於該國西北部，下分9縣，首府納蒂廷古，北臨布基納法索，東面是阿黎博里省，東南面是博爾古省，南接峽谷省，西面是多哥，面積20,459平方公里，2006年人口601,537。
10°18′N 1°22′E / 10.300°N 1.367°E